# 馬龍尼禮天主教的黎波里總教區
馬龍尼禮天主教的黎波里總教區（拉丁語：Archidioecesis Tripolitana Maronitarum）是黎巴嫩一個東儀天主教總教區（馬龍尼禮），直屬聖座。

## 历史
馬龍尼禮教會在17世紀設立教區，1736年升為總教區。2010年有181名司鐸、125個堂區、141,000名教友。現任教區總主教為彌額爾·阿布賈烏德。